# کیک شکلاتی بدون آرد
کیک شکلاتی بدون آرد نوعی کیک است که بدون استفاده از آرد یا استفاده حداقلی آن پخته می‌شود.

## بررسی اجمالی
تخم مرغهای کامل با روشی مشابه کیک جنوایی با استفاده از گرمای کم حاصل از شکلات ذوب شده (به روش بن ماری) به دلیل تثبیت ماتریس پروتئین حالت کف زده پیدا می‌کنند و با ترکیب مواد، خمیر نسبتاً همگنی ایجاد می‌شود. خمیر حاصل فقط نشاسته ای دارد که به‌طور طبیعی در شکلات موجود است.

## محبوبیت

### در غذاهای یهودی
کیک شکلاتی بدون آرد یک نوع دسر بسیار محبوب در بین یهودیان در هنگام تعطیلات عید پسح است، زیرا در این تعطیلات مجاز به خوردن هر چیزی با آرد نیستند، و ساخت کیک شکلاتی بدون آرد یکی از معدود کیک‌هایی است که برای گذراندن عید پاک به کار می‌رود.

### در رژیم‌های بدون گلوتن
کیک شکلاتی بدون آرد یک دسر محبوب در رژیم‌های بدون گلوتن است. .

## کیک‌های مشابه
کیک کاپریسه که از جزیره ایتالیایی کاپری سرچشمه می‌گیرد، یک کیک شکلاتی سنتی بدون آرد است که در آن منطقه محبوب است.